# مارك كيري
مارك كيري (بالإنجليزية: Mark Kerry)‏ هو رائد أعمال وسباح أسترالي، ولد في 4 أغسطس 1959 في تيمورا ‏ في أستراليا.

## روابط خارجية
- مارك كيري على موقع الاتحاد الدولي للسباحة (الإنجليزية)
- مارك كيري على موقع أوليمبيديا (الإنجليزية)
- مارك كيري على موقع اللجنة الأولمبية الأسترالية (الإنجليزية)